# Campeonato Sudamericano Femenino Sub-17 de 2013
El Campeonato Sudamericano Femenino Sub-17 de 2013 fue la IV edición de este torneo. Se disputó en Paraguay, entre el 12 y el 29 de septiembre de 2013, en las ciudades de Asunción y Luque. El campeonato se juega entre las selecciones nacionales femeninas sub-17 de todos los países cuyas federaciones están afiliadas a la Conmebol.
Los tres primeros lugares obtuvieron una plaza a la Copa Mundial Femenina de Fútbol Sub-17 de 2014 a disputarse en Costa Rica y el campeón de este torneo clasificó a los Juegos Olímpicos de la Juventud 2014 con un equipo de 18 jugadoras como representante de la Conmebol.

## Participantes
Participaron las diez selecciones nacionales de fútbol afiliadas a la Conmebol, divididas en dos grupos:
| Equipos participantes | Equipos participantes | Equipos participantes | Equipos participantes | Equipos participantes |
| --------------------- | --------------------- | --------------------- | --------------------- | --------------------- |
| Argentina             | Bolivia               | Brasil                | Chile                 | Colombia              |
| Ecuador               | Paraguay              | Perú                  | Uruguay               | Venezuela             |

## Etapa clasificatoria
Los diez equipos participantes en la primera fase se dividieron en dos grupos de cinco equipos cada uno. Luego de una liguilla simple (a una sola rueda de partidos), pasarán a segunda ronda los equipos que ocuparon las posiciones primera y segunda de cada grupo.
En caso de empate en puntos en cualquiera de las posiciones, la clasificación se determinará siguiendo en orden los siguientes criterios:
- Diferencia de goles.
- Cantidad de goles marcados.
- El resultado del partido jugado entre los empatados.
- Por sorteo.

Los partidos para la primera fase en tanto, fueron sorteados el 2 de agosto de 2013, quedando la programación de la siguiente manera:

### Grupo A
| Equipo    | Pts. | PJ | PG | PE | PP | GF | GC | Dif |
| --------- | ---- | -- | -- | -- | -- | -- | -- | --- |
| Paraguay  | 12   | 4  | 4  | 0  | 0  | 13 | 1  | 12  |
| Chile     | 7    | 4  | 2  | 1  | 1  | 6  | 3  | 3   |
| Bolivia   | 4    | 4  | 1  | 1  | 2  | 2  | 7  | -5  |
| Argentina | 3    | 4  | 0  | 3  | 1  | 4  | 6  | -2  |
| Perú      | 1    | 4  | 0  | 1  | 3  | 2  | 10 | -8  |

| 12 de septiembre de 2013, 14:00 | Argentina   | 1:1 (0:1) | Chile        | Estadio Emiliano Ghezzi, Asunción   |                                     |
|                                 | Cabrera 89' | Reporte   | Maturana 22' | Árbitro(s): Regildenia Moura Brasil | Árbitro(s): Regildenia Moura Brasil |

| 12 de septiembre de 2013, 16:00 | Paraguay                                            | 6:0 (4:0) | Perú | Estadio Emiliano Ghezzi, Asunción      |                                        |
|                                 | Martínez 8' 21' 30' 44' · Brizuela 71' · Alonso 75' | Reporte   |      | Árbitro(s): Alejandra Trucidos Uruguay | Árbitro(s): Alejandra Trucidos Uruguay |

| 14 de septiembre de 2013, 16:00 | Perú | 0:1 (0:0) | Bolivia    | Estadio Emiliano Ghezzi, Asunción  |                                    |
|                                 |      | Reporte   | Méndez 56' | Árbitro(s): Susana Corella Ecuador | Árbitro(s): Susana Corella Ecuador |

| 14 de septiembre de 2013, 18:00 | Paraguay                              | 3:1 (0:1) | Argentina   | Estadio Emiliano Ghezzi, Asunción   |                                     |
|                                 | Vera 48' · Barrios 54' · González 65' | Reporte   | Benítez 40' | Árbitro(s): Yeimi Martínez Colombia | Árbitro(s): Yeimi Martínez Colombia |

| 16 de septiembre de 2013, 16:00 | Perú        | 1:2 (1:1) | Chile                      | Estadio Emiliano Ghezzi, Asunción     |                                       |
|                                 | Arévalo 35' | Reporte   | Álvarez 11' · González 71' | Árbitro(s): Yercinia Correa Venezuela | Árbitro(s): Yercinia Correa Venezuela |

| 16 de septiembre de 2013, 18:00 | Paraguay                            | 3:0 (0:0) | Bolivia | Estadio Emiliano Ghezzi, Asunción   |                                     |
|                                 | Godoy 57' · Vera 73' · Martínez 89' | Reporte   |         | Árbitro(s): Regildenia Moura Brasil | Árbitro(s): Regildenia Moura Brasil |

| 18 de septiembre de 2013, 16:00 | Chile                          | 3:0 (2:0) | Bolivia | Estadio Emiliano Ghezzi, Asunción   |                                     |
|                                 | González 24' 39' · Álvarez 76' | Reporte   |         | Árbitro(s): Yeimi Martínez Colombia | Árbitro(s): Yeimi Martínez Colombia |

| 18 de septiembre de 2013, 18:00 | Argentina     | 1:1 (0:0) | Perú         | Estadio Emiliano Ghezzi, Asunción  |                                    |
|                                 | Hernández 56' | Reporte   | Martínez 71' | Árbitro(s): Susana Corella Ecuador | Árbitro(s): Susana Corella Ecuador |

| 20 de septiembre de 2013, 16:00 | Argentina   | 1:1 (1:1) | Bolivia     | Estadio Emiliano Ghezzi, Asunción     |                                       |
|                                 | Benítez 11' | Reporte   | Montero 44' | Árbitro(s): Yercinia Correa Venezuela | Árbitro(s): Yercinia Correa Venezuela |

| 20 de septiembre de 2013, 18:00 | Paraguay     | 1:0 (0:0) | Chile | Estadio Emiliano Ghezzi, Asunción      |                                        |
|                                 | Martínez 87' | Reporte   |       | Árbitro(s): Alejandra Trucidos Uruguay | Árbitro(s): Alejandra Trucidos Uruguay |

### Grupo B
| Equipo    | Pts. | PJ | PG | PE | PP | GF | GC | Dif |
| --------- | ---- | -- | -- | -- | -- | -- | -- | --- |
| Venezuela | 10   | 4  | 3  | 1  | 0  | 12 | 4  | 8   |
| Colombia  | 9    | 4  | 3  | 0  | 1  | 8  | 4  | 4   |
| Brasil    | 7    | 4  | 2  | 1  | 1  | 7  | 4  | 3   |
| Ecuador   | 1    | 4  | 0  | 1  | 3  | 3  | 10 | -7  |
| Uruguay   | 1    | 4  | 0  | 1  | 3  | 4  | 12 | -8  |

| 13 de septiembre de 2013, 14:00 | Uruguay    | 1:1 (0:0) | Ecuador     | Estadio Feliciano Cáceres, Luque  |                                   |
|                                 | Alaniz 65' | Reporte   | Hidalgo 84' | Árbitro(s): Olga Miranda Paraguay | Árbitro(s): Olga Miranda Paraguay |

| 13 de septiembre de 2013, 16:00 | Brasil | 0:1 (0:0) | Colombia     | Estadio Feliciano Cáceres, Luque   |                                    |
|                                 |        | Reporte   | Asprilla 49' | Árbitro(s): Sirley Cornejo Bolivia | Árbitro(s): Sirley Cornejo Bolivia |

| 15 de septiembre de 2013, 16:00 | Brasil                                         | 4:2 (1:1) | Uruguay                | Estadio Feliciano Cáceres, Luque |                                 |
|                                 | Albuquerque 21' · Ribeiro 74' · Vieira 76' 80' | Reporte   | Millán Ferreira 5' 67' | Árbitro(s): Melany Bermejo Perú  | Árbitro(s): Melany Bermejo Perú |

| 15 de septiembre de 2013, 18:00 | Colombia     | 1:3 (1:2) | Venezuela                    | Estadio Feliciano Cáceres, Luque            |                                             |
|                                 | Carvajal 41' | Reporte   | Zambrano 5' 80' · García 12' | Árbitro(s): María Laura Fortunato Argentina | Árbitro(s): María Laura Fortunato Argentina |

| 17 de septiembre de 2013, 16:00 | Colombia         | 2:0 (0:0) | Ecuador | Estadio Feliciano Cáceres, Luque    |                                     |
|                                 | Restrepo 51' 77' | Reporte   |         | Árbitro(s): Jacqueline Vargas Chile | Árbitro(s): Jacqueline Vargas Chile |

| 17 de septiembre de 2013, 18:00 | Brasil     | 1:1 (0:1) | Venezuela       | Estadio Feliciano Cáceres, Luque  |                                   |
|                                 | Castro 75' | Reporte   | Castellanos 30' | Árbitro(s): Olga Miranda Paraguay | Árbitro(s): Olga Miranda Paraguay |

| 19 de septiembre de 2013, 14:00 | Ecuador                 | 2:5 (0:2) | Venezuela                                                     | Estadio Feliciano Cáceres, Luque |                                 |
|                                 | Hidalgo 48' · Leime 57' | Reporte   | García 19' 54' · Castellanos 35' · Rodríguez 63' · Moreno 68' | Árbitro(s): Melany Bermejo Perú  | Árbitro(s): Melany Bermejo Perú |

| 19 de septiembre de 2013, 16:00 | Uruguay       | 1:4 (0:1) | Colombia                                        | Estadio Feliciano Cáceres, Luque   |                                    |
|                                 | Gutiérrez 76' | Reporte   | Castañeda 5' 70' · Rodríguez 72' · Quiñonez 80' | Árbitro(s): Sirley Cornejo Bolivia | Árbitro(s): Sirley Cornejo Bolivia |

| 21 de septiembre de 2013, 16:00 | Uruguay | 0:3 (0:1) | Venezuela                              | Estadio Feliciano Cáceres, Luque    |                                     |
|                                 |         | Reporte   | Tregartten 31' (a.g.) · García 57' 60' | Árbitro(s): Jacqueline Vargas Chile | Árbitro(s): Jacqueline Vargas Chile |

| 21 de septiembre de 2013, 18:00 | Brasil                   | 2:0 (1:0) | Ecuador | Estadio Feliciano Cáceres, Luque            |                                             |
|                                 | Castro 29' · Bianchi 69' | Reporte   |         | Árbitro(s): María Laura Fortunato Argentina | Árbitro(s): María Laura Fortunato Argentina |

## Cuadrangular final
| Equipo    | Pts. | PJ | PG | PE | PP | GF | GC | Dif |
| --------- | ---- | -- | -- | -- | -- | -- | -- | --- |
| Venezuela | 9    | 3  | 3  | 0  | 0  | 12 | 3  | 9   |
| Colombia  | 4    | 3  | 1  | 1  | 1  | 4  | 3  | 1   |
| Paraguay  | 4    | 3  | 1  | 1  | 1  | 4  | 9  | -5  |
| Chile     | 0    | 3  | 0  | 0  | 3  | 2  | 7  | -5  |

| 23 de septiembre de 2013, 16:00 | Venezuela                     | 3:1 (1:1) | Chile        | Estadio Emiliano Ghezzi, Asunción           |                                             |
|                                 | García 14' · Zambrano 63' 74' | Reporte   | González 43' | Árbitro(s): María Laura Fortunato Argentina | Árbitro(s): María Laura Fortunato Argentina |

| 23 de septiembre de 2013, 18:00 | Paraguay            | 1:1 (1:0) | Colombia     | Estadio Emiliano Ghezzi, Asunción   |                                     |
|                                 | Brizuela 27' (pen.) | Reporte   | Restrepo 84' | Árbitro(s): Regildenia Moura Brasil | Árbitro(s): Regildenia Moura Brasil |

| 26 de septiembre de 2013, 16:00 | Venezuela                    | 2:1 (0:1) | Colombia      | Estadio Emiliano Ghezzi, Asunción      |                                        |
|                                 | Monterroza 68' · Luzardo 85' | Reporte   | Castañeda 16' | Árbitro(s): Alejandra Trucidos Uruguay | Árbitro(s): Alejandra Trucidos Uruguay |

| 26 de septiembre de 2013, 18:00 | Paraguay               | 2:1 (0:1) | Chile       | Estadio Emiliano Ghezzi, Asunción  |                                    |
|                                 | Barrios 67' · Yubi 73' | Reporte   | Álvarez 15' | Árbitro(s): Susana Corella Ecuador | Árbitro(s): Susana Corella Ecuador |

| 29 de septiembre de 2013, 16:00 | Chile | 0:2 (0:1) | Colombia                    | Estadio Emiliano Ghezzi, Asunción   |                                     |
|                                 |       | Reporte   | Rodríguez 32' · Hurtado 48' | Árbitro(s): Regildenia Moura Brasil | Árbitro(s): Regildenia Moura Brasil |

| 29 de septiembre de 2013, 18:00 | Paraguay   | 1:7 (0:3) | Venezuela                                                          | Estadio Emiliano Ghezzi, Asunción  |                                    |
|                                 | Torres 78' | Reporte   | Moreno 32' 48' · Zambrano 36' · Rodríguez 43' 76' · García 60' 89' | Árbitro(s): Sirley Cornejo Bolivia | Árbitro(s): Sirley Cornejo Bolivia |

|                               |
| Bandera de Venezuela          |
| Campeón Venezuela 1.er título |

## Goleadoras
| Jugadora          | Selección | Goles |
| ----------------- | --------- | ----- |
| Gabriela García   | Venezuela | 8     |
| Jessica Martínez  | Paraguay  | 6     |
| Yosneidy Zambrano | Venezuela | 5     |
| Bárbara Álvarez   | Chile     | 4     |

## Clasificado aNanjing 2014
| Venezuela |
| --------- |

## Clasificados aCosta Rica 2014
| Venezuela | Colombia | Paraguay |
| --------- | -------- | -------- |

## Tabla General de Posiciones
A continuación se muestra la tabla general de posiciones:
| Pos. | Equipo    | Pts | PJ | PG | PE | PP | GF | GC | Dif. | Efect. |
| ---- | --------- | --- | -- | -- | -- | -- | -- | -- | ---- | ------ |
| 1    | Venezuela | 19  | 7  | 6  | 1  | 0  | 24 | 7  | +17  | 90,48% |
| 2    | Colombia  | 13  | 7  | 4  | 1  | 2  | 12 | 7  | +5   | 61,90% |
| 3    | Paraguay  | 16  | 7  | 5  | 1  | 1  | 17 | 10 | +7   | 76,19% |
| 4    | Chile     | 7   | 7  | 2  | 1  | 4  | 8  | 10 | -2   | 33,33% |
| 5    | Brasil    | 7   | 4  | 2  | 1  | 1  | 7  | 4  | 3    | 58,33% |
| 6    | Bolivia   | 4   | 4  | 1  | 1  | 2  | 2  | 7  | -5   | 33,33% |
| 7    | Argentina | 3   | 4  | 0  | 3  | 1  | 4  | 6  | -2   | 25%    |
| 8    | Ecuador   | 1   | 4  | 0  | 1  | 3  | 3  | 10 | -7   | 8,33%  |
| 9    | Uruguay   | 1   | 4  | 0  | 1  | 3  | 4  | 12 | -8   | 8,33%  |
| 10   | Perú      | 1   | 4  | 0  | 1  | 3  | 2  | 10 | -8   | 8,33%  |